# Hattie McDaniel
Hattie McDaniel, ameriška igralka, * 10. junij 1895, Wichita, † 26. oktober 1952, Woodland Hills, Los Angeles, ZDA. 
Najbolj je znana po vlogi stare črnske služabnice v filmu V vrtincu iz leta 1939, za katero je prejela oskarja za najboljšo stransko vlogo, s čimer je postala prva temnopolta Američanka s to nagrado, sicer pa je nastopila v več kot 300 filmih, a je bila omenjena le v ok. 80.
Poleg tega je bila tudi pevka, besedilopiska, gledališka igralka, komedijantka in radijska izvajalka - bila je prva temnopolta ženska, ki je zapela na ameriškem radiu, bila pa je tudi prava televizijska zvezda.
Hattie McDaniel ima na  Hollywoodskem pločniku slavnih 2 zvezdi: eno na Hollywood boulevard 6933 za njen prispevek radiu in eno na Vine Street 1719 za njen prispevek filmu. Leta 1975 je bila sprejeta dvorano slavnih temnopoltih filmarjev, 2006 pa je postala prva temnopolta dobitnica oskarja, ki so jo upodobili na poštni znamki. Zaradi svojih velikih zaslug in predvsem uspehov v kulturi je prava ikona severnoameriških črncev. 